# Wapen van Ommen

Wapen van Ommen

Het wapen van Ommen is aangenomen door de Hoge Raad van Adel op 24 november 1955. Het toont de Heilige Brigida, patrones van Ierland, hiermee is het vrijwel identiek aan het oudste stadszegel van de stad Ommen. Dit wapen is niet gelijk aan het wapen dat de stad voerde voordat het fuseerde met het Ambt Ommen.

## Herkomst van de heilige

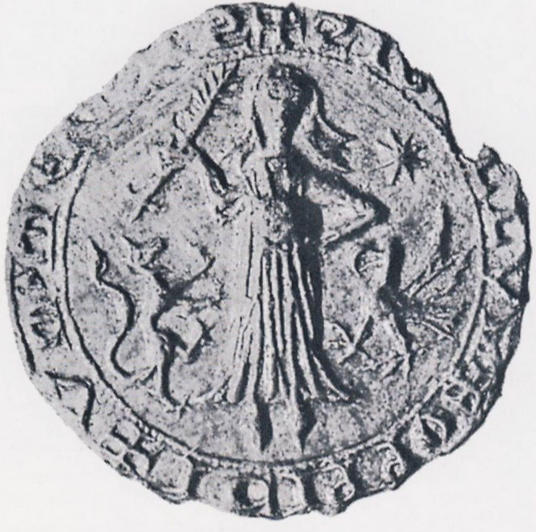
Zegel van de stad Ommen (16e eeuw)

Al voor het jaar 1238 stond er een kerk in Ommen, in 1319 werd de kerk vermeld als zijnde gewijd aan de heilige Brigitta. Omdat Brigitta pas in 1373 stierf moet de kerk in eerste instantie aan een andere heilige zijn gewijd, namelijk de heilige Brigida. Zij wordt in de boeken meermalen genoemd als de patrones van de kerk. De kerk in Ommen is gesticht door Ierse missionarissen, zij waren, net als Schotse missionarissen, zeer actief in het oosten van het huidige Nederland. Zij zullen er zeer waarschijnlijk voor hebben gekozen om hun eigen heilige als patrones aan te wijzen. Dat de heilige Brigitta later als patrones werd aangemerkt kan voortkomen uit naamsverwisselingen, gezien de gelijkenis tussen beide namen.
Op het oudste bekende zegel staat een vrouwelijk figuur met in de opgeheven rechterhand een boom met drie wortels. Ter hoogte van haar schouder staat aan haar linker zijde een hemellichaam in de vorm van een achtpuntige ster, deze stelt de zon voor.

## Stadswapen
Het stadswapen voerde, net als het huidige gemeentelijke wapen, de heilige Brigida. Echter in dit wapen staat de heilige op een schild met aan weerszijden een kleiner schild met daarop de leeuw en de adelaar. De ster ontbreekt op dit schild. Ook houdt de heilige geen palmtak vast en is haar kleding eenvoudiger.
Er zijn grote overeenkomsten met een zegel die de weduwe van Jan van Avesnes, graaf van Henegouwen, Aleida (of Aleidis) voerde in haar persoonlijke wapen, zij was tevens de zus van Willem II van Holland en Zeeland, tonende een vrouwpersoon met adelaar en een leeuw. Omdat het rechterdeel van het zegel is afgebroken is niet duidelijk of er ook een ster op stond.

### Blazoen
Het wapen van de stad Ommen werd op 24 november 1819 aangenomen door de Hoge Raad van Adel. De beschrijving van dit wapen luidde als volgt: "Van goud, beladen met eene maagd, gekleed van lazuur, dragende in haar regterhand een schild van lazuur, beladen met een gouden klimmenden leeuw, en met de linker een schild, mede van lazuur en beladen met een gouden adelaar. Het schild gedekt met een gouden markiezenkroon van vijf fleurons en vier paarlen." In de heraldiek staat lazuur voor blauw, een klimmende leeuw staat op de achterpoten, fleurons zijn de bladeren van een kroon en paarlen is een oud woord voor parels.

## Gemeentewapen
Nadat de stad Ommen met de omliggende gebieden was gefuseerd, werd het wapen aangepast. De heilige Brigida bleef met de wapendieren op het schild staan, maar de achtergrond en kleuren werden gewijzigd. De achtergrond ging van goud naar lazuur (blauw), de dieren stonden ieder al op een eigen schild van lazuur, zij kwamen op hetzelfde schild van lazuur te staan als de heilige. De heilige is nu geheel van zilver en de dieren van goud, er staat nu ook een gouden ster naast de heilige boven de adelaar.
Dit ontwerp was echter niet het ontwerp dat de gemeente Ommen in 1925 voor ogen had. Zij wilde terug naar het oudste bekende wapen van de stad Ommen. De gemeente wilde de heilige Brigida of als schildhouder, of op een schild met twee aparte schildjes met de dieren daarop, de heilige zou dan de schildjes met de dieren erop vasthouden. Het was dus niet de bedoeling dat de dieren op hetzelfde schild zouden komen te staan als de heilige. De Hoge Raad van Adel ging echter niet akkoord met het ontwerp dat de gemeente Ommen in had gediend. Tussen het indienen van het voorstel en de uiteindelijke toewijzing door de Raad werden er nog een paar alternatieven besproken. Een daarvan was een schild in drieën gedeeld met op de heraldische rechterzijde de leeuw en adelaar. De adelaar onder de leeuw in een eigen deel. En aan de linker kant over de volle hoogte de Heilige Brigida. In 1955 kwam de Hoge Raad van Adel met het uiteindelijke voorstel zoals dat nu nog gebruikt wordt door de gemeente Ommen. Hierna werd het op 24 december 1955 per Koninklijk Besluit aan de gemeente Ommen toegekend.

### Blazoen
De blazoenering van het wapen van de gemeente Ommen luidt als volgt:
In azuur een vrouwelijke heilige - de H. Brigida van Kildare, patrones van Ierland - houdende in de rechterhand een palmtak, alles van zilver, vergezeld rechts van een omgewende leeuw en links van een adelaar waarboven een achtpuntige ster, alles van goud. Het schild gedekt met een gouden kroon van 3 bladeren en 2 paarlen.
Deze omschrijving stelt dat de achtergrond op het schild blauw van kleur is, de heilige Brigida van Kildare is afgebeeld in het zilver en de leeuw, kijkend naar de heilige, de adelaar en de ster zijn van goud.

## Verwante wapens
De volgende wapens zijn verwant aan dat van Ommen:

Het wapen van de voormalige gemeente Stad Ommen (1819)
Het wapen van de voormalige gemeente Ambt Ommen
Wapen van Den Ham
Wapen van Twenterand